# Saint-Maur-des-Fossés
Saint-Maur-des-Fossés là một xã trong vùng đô thị Paris, thuộc tỉnh Val-de-Marne, vùng hành chính Île-de-France của nước Pháp, có dân số là 75.700 người (thời điểm 2004).

## Các thành phố kết nghĩa
- Pforzheim, Đức
- Hameln, Đức